# Marco Baroni
Marco Baroni (* 11. September 1963 in Florenz) ist ein ehemaliger italienischer Fußballspieler und heutiger -trainer. Als Aktiver absolvierte er nicht nur einige Länderspiele für die italienische Jugendnationalmannschaft, sondern gehörte auch der Meistermannschaft der SSC Neapel in der Saison 1989/90 an. Aktuell ist er der Cheftrainer des FC Turin.

## Spielerkarriere

### Werdegang
Marco Baroni, geboren am 11. September 1963 in der italienischen Großstadt Florenz, begann mit dem Fußballspielen beim örtlichen Verein AC Florenz. Dort durchlief er nicht nur die Jugendabteilungen, sondern debütierte 1981 auch in der ersten Mannschaft. In der Erstligasaison 1981/82 kam der Abwehrspieler dann aber nur zu einem einzigen Einsatz und verließ seinen Heimatverein im darauf folgenden Sommer. Bei Calcio Monza spielte Baroni eine durchschnittliche Serie-B-Saison und kam zu 29 Einsätzen im Ligabetrieb. Danach ging er zum ambitionierten Ligakonkurrenten Calcio Padova, wo er in der Folge zwei Jahre lang gegen den Ball trat und zu 67 Einsätzen in der zweiten italienischen Fußballliga kam. In seiner zweiten Saison in Padua musste jedoch etwas überraschend der Gang in die Drittklassigkeit angetreten werden. Daraufhin wurde Marco Baroni vom Erstligisten Udinese Calcio unter Vertrag genommen, wo er in der Serie A 1985/86 zu 24 Ligaspielen kam und den Abstieg in die Serie B nur um zwei Punkte gegenüber dem SC Pisa verhindern konnte. Nach einem kurzen und vor allem durch ein Ersatzspielerdasein gekennzeichnetes Intermezzo beim AS Rom spielte Baroni von 1987 bis 1989 bei der US Lecce. Mit dem Verein aus dem Süden Italiens schaffte der Verteidiger die Rückkehr auf die höchste Bühne des italienischen Vereinsfußballs. Als Zweiter in der Serie B 1987/88 einzig hinter dem FC Bologna schaffte die Mannschaft von Trainer Carlo Mazzone den erneuten Sprung in die Erstklassigkeit. Dort gelang mit Platz neun auch der souveräne Klassenerhalt.
Im Trikot der US Lecce machte Marco Baroni auch die Führungsetage des SSC Neapel auf sich aufmerksam. Im Sommer 1989 wurde er schließlich vom amtierenden UEFA-Pokal-Sieger unter Vertrag genommen. In Neapel verlebte Baroni die beiden erfolgreichsten Jahre seiner fußballerischen Laufbahn und gewann in dieser Zeit auch seine einzigen beiden Titel als Spieler. Zunächst wurde er mit der Mannschaft von Trainer Alberto Bigon in der Serie A 1989/90 italienischer Fußballmeister. Am Ende belegte man den ersten Platz in der Serie A mit einem Vorsprung von zwei Punkte gegenüber dem ersten Verfolger AC Mailand. Marco Baroni erzielte dabei im letzten Saisonspiel gegen Lazio Rom das entscheidende Tor zum 1:0, durch das Napoli die Meisterschaft unter Dach und Fach brachte. Wenig später stand noch das Spiel um die Supercoppa Italiana gegen den Pokalsieger Juventus Turin an. Hier setzte sich der SSC Neapel im heimischen Stadio San Paolo mit einem historischen 5:1 durch, was oft als Höhe-, aber auch als Wendepunkt der großen Ära des SSC Ende der 80er-Jahre betrachtet wird. Danach ging es für Marco Baronis Team deutlich bergab, keine zehn Jahre später fand man sich in der Serie B wieder.
Marco Baroni selber blieb bis 1991 beim SSC Neapel und wechselte danach zum FC Bologna, wo er die nächsten beiden Spielzeiten verbrachte. Über die US Poggibonsi kam er später zum AC Ancona sowie im weiteren Verlaufe seiner spielerischen Karriere zu Hellas Verona und abschließend zu VG Rondinella Marzocco, wo er 37-jährig seine Spielerlaufbahn im Jahre 2000 beendete. Danach wurde Baroni, der zwischen 1985 und 1990 auch sechzehn Länderspiele für die italienische U21-Nationalmannschaft absolvierte, Fußballtrainer.

### Erfolge als Spieler

#### SSC Neapel
- Italienische Meisterschaft: 1989/90
- Italienischer Supercup: 1990

#### Nationalmannschaft
- U-21-Vize-Europameister: 1986

## Trainerkarriere

### Werdegang
Nach dem Ende seiner aktiven Laufbahn als Fußballspieler wurde Marco Baroni Coach. Hier führte er zunächst die Geschicke bei seinem alten Klub Rondinella Marzocco, wo er von 2000 bis 2001 als Verantwortlicher an der Seitenlinie tätig war. Es folgten einige Stationen, so beispielsweise von 2003 bis 2004 bei Carrarese Calcio, von 2005 bis 2006 beim FC Südtirol oder von 2006 bis 2007 beim AC Ancona.
Danach begann Baroni, als Jugendtrainer zu arbeiten. Zwischen 2007 und 2009 leitete er das Training in der Jugend des AC Siena. Zu Beginn der Saison 2009/10 übernahm er das Amt des Siena-Cheftrainers vom entlassenen Marco Giampaolo, musste aber schon bald selbst wieder gehen. Auf Baroni folgte Alberto Malesani, mit dem der AC Siena zum ersten Mal überhaupt aus der Serie A abstieg. Nach seinem kurzen Intermezzo als Trainer der ersten Mannschaft Sienas kehrte Marco Baroni in die Jugendarbeit zurück und coachte die Mannschaft noch bis zum Ende der Spielzeit 2009/10. Danach wurde er neuer Cheftrainer bei der US Cremonese, wurde aber nach gerade einmal zehn Spieltagen der Lega Pro Prima Divisione wieder entlassen.
Von 2011 bis 2013 arbeitete Marco Baroni als Jugendtrainer bei Juventus Turin, mit dem er 2013 den italienischen Fußballpokal der Jugendmannschaften gewann. Ein Jahr zuvor wurde Baroni zudem als bester Jugendtrainer Italiens mit der Trofeo Maestrelli al miglior allenatore delle giovanili ausgezeichnet.
Marco Baroni beendete sein Engagement bei Juventus Turin im Sommer 2013. Wenig später unterschrieb er einen Vertrag als neuer Cheftrainer des Zweitligisten SS Virtus Lanciano. Mit dem Verein spielte Baroni eine überraschend starke Saison, die den Außenseiter zeitweise im Rennen um den Aufstieg in die Serie A hielt. Am Ende der Saison 2013/14 wurde Virtus Lanciano mit Coach Marco Baroni Zehnter. Danach trat dieser von seinem Amt als Cheftrainer zurück und unterschrieb in Nachfolge von Serse Cosmi einen Kontrakt beim Ligakonkurrenten Delfino Pescara 1936. Dort arbeitete er fast ein Jahr, wurde aber einen Spieltag vor Ende der 2014/15 entlassen. Zur Folgesaison übernahm Baroni bei Zweitligaaufsteiger Novara Calcio. Trotz Punktabzug führte Baroni Novara Calcio bis in die Playoffs um den Aufstieg in die Serie A, scheiterte dort aber an seinem alten Verein Delfino Pescara.
Zur Saison 2016/17 übernahm Marco Baroni dann beim Zweitligaaufsteiger Benevento Calcio als Cheftrainer. Mit der Mannschaft aus der kampanischen Stadt Benevento spielte Baroni eine überraschend erfolgreiche Zweitligasaison, an deren Ende der fünfte Platz und damit die Teilnahme an den Playoffs um den Aufstieg in die Serie A erreicht wurde. Dort setzte sich Benevento Calcio nacheinander gegen Spezia Calcio, den AC Perugia sowie im Endspiel gegen den FC Carpi durch und schaffte erstmals in der Vereinsgeschichte den Aufstieg in Italiens höchste Fußballliga. Dort misslang der Saisonstart jedoch deutlich: Benevento verlor die ersten neun Spiele allesamt, woraufhin Baroni zusammen mit Sportdirektor Salvatore Di Somma entlassen wurde.

### Erfolge als Trainer
- Aufstieg in die Serie A: 1× (2016/17 mit Benevento Calcio)
- Coppa Italia Primavera: 1× (2012/13 mit der Jugendmannschaft von Juventus Turin)
- Torneo di Viareggio: 1× (2012 mit der Jugendmannschaft von Juventus Turin)
- Trainer des Monats der Serie A: Oktober 2024